# Straßenbahn Maubeuge

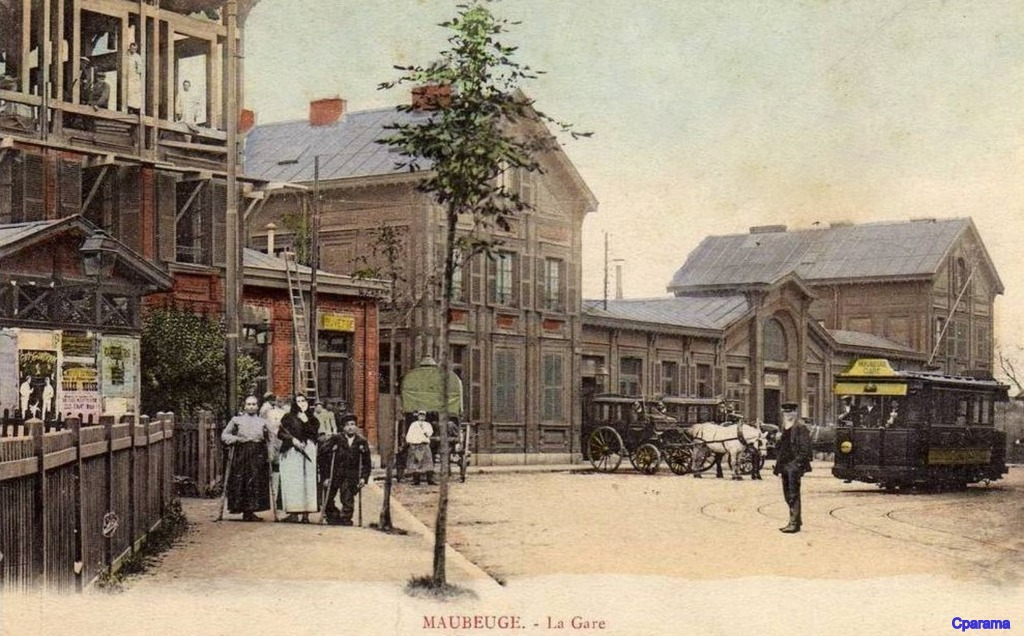
Historisches Foto eines Straßenbahntriebwagens vor dem Empfangsgebäude des Bahnhofs Maubeuge

Die Straßenbahn Maubeuge war die Straßenbahn der französischen Stadt Maubeuge.

## Vorgeschichte
Maubeuge liegt im Hennegau im Département Nord, wenige Kilometer südlich der belgischen Grenze. Im Jahr 1900 zählte die Stadt rund 20.000 Einwohner und hatte sich zu einem Zentrum der Metallindustrie entwickelt. Wie vielerorts in Frankreich wurde in jener Zeit der Bau einer elektrischen Straßenbahn erwogen.

## Geschichte und Beschreibung

Gleisplan in der Innenstadt von Maubeuge

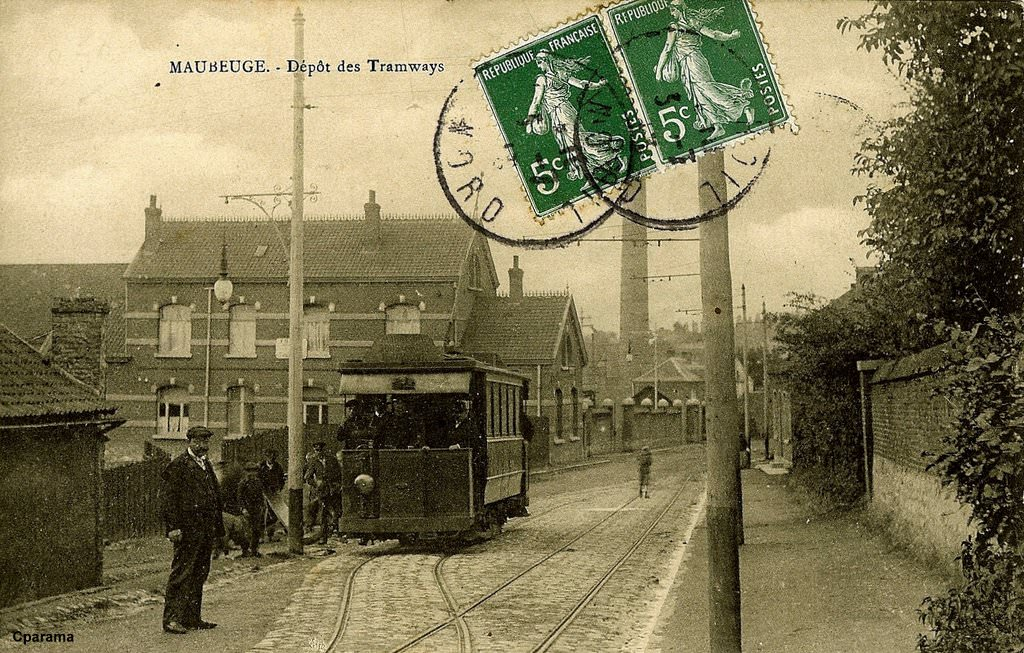
Triebwagen mit offener Plattform an der Ausweiche nahe dem Betriebshof

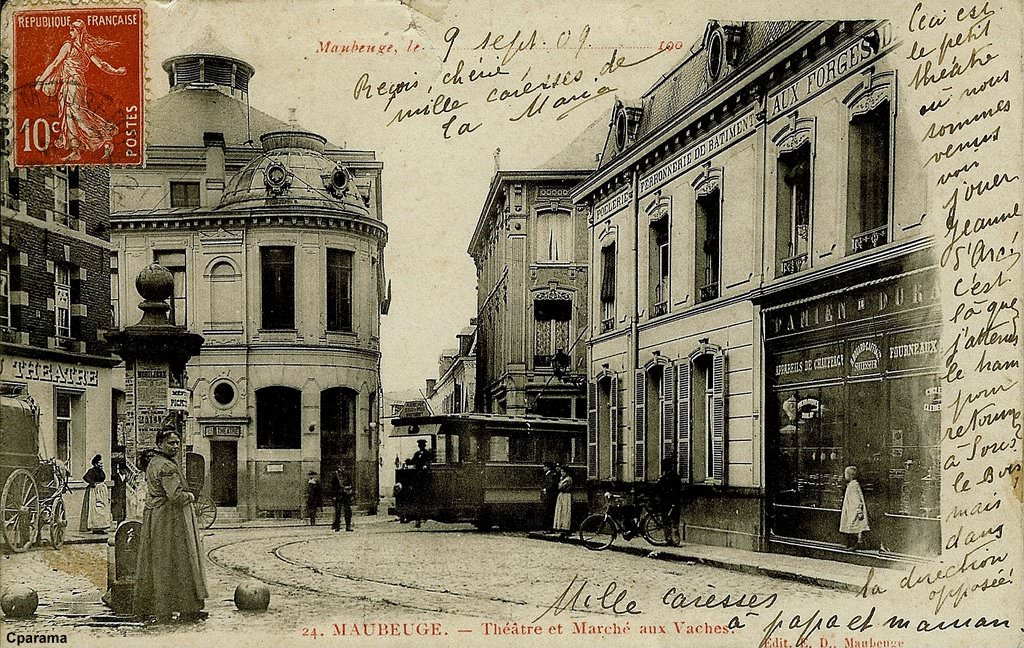
Straßenbahn am Marché aux Vaches in Maubeuge (vor 1910)

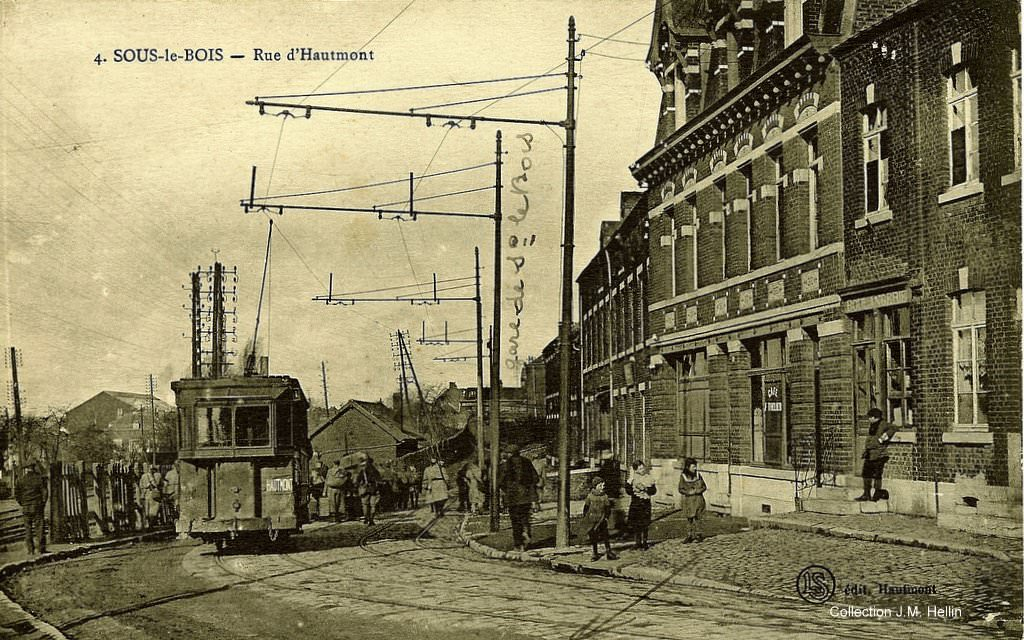
Triebwagen mit geschlossener Plattform in Sous-le-Bois

Für einen Zeitraum von 50 Jahren erhielt Lucien Beau die Lizenz zum Bau und Betrieb einer meterspurigen, elektrisch betriebenen Straßenbahn, wofür er innerhalb eines halben Jahres eine Aktiengesellschaft gründen sollte. Zu den Bedingungen, die das Département Nord stellte, gehörte die Durchführung auf eigene Kosten, ohne Subventionen und Zinsgarantien. Am 22. April 1902 wurde die Compagnie des Tramways électriques régionaux de Maubeuge (TERM) mit einem Kapital von 2.300.000 Francs gegründet.
Am 7. Mai 1902 erfolgte die erforderliche Erklärung der Gemeinnützigkeit für vier projektierte Straßenbahnlinien. Die Nachbarstadt Hautmont sollte mit zwei Linien erreicht werden, von denen eine über Sous-le-Bois – mit einem Abzweig zum Bahnhof Douzies – und die andere über Louvroil führen sollte. Eine dritte sollte Maubeuge mit Ferrière-la-Grande (mit einem Abzweig zum Bahnhof Maubeuge) und eine vierte mit Jeumont verbinden. Am 11. Mai 1903 trat die TERM an Beaus Stelle. In diesem Zusammenhang erhielt das Lastenheft einen Zusatz, der eine Verzögerung des Baus der Strecke nach Jeumont erlaubte.
Die ersten beiden Strecken des Netzes wurden am 1. September 1903 eröffnet. Sie führten von der Place de la Grisoëlle (heute: Place Vauban) in Maubeuge zu den Bahnhöfen Maubeuge und Sous-le-Bois. Für die Unterquerung der Eisenbahnstrecken der Compagnie des chemins de fer du Nord musste noch deren Genehmigung abgewartet werden. Während der folgenden Monate konnten immerhin die Linien nach Ferrière-la-Grande und Douzies in Betrieb genommen werden. Der Betrieb der Strecke in Richtung Louvroil ist am 30. Januar 1905 dokumentiert, die Strecke nach Jeumont wurde nicht gebaut. 
Alle Strecken waren eingleisig mit Ausweichen angelegt, von denen in der Innenstadt von Maubeuge zwei existierten. Der Betriebshof lag an der Rue d’Hautmont an der Strecke in Richtung Sous-le-Bois. Die rund 20 vorhandenen zweiachsigen Triebwagen wiesen ursprünglich offene Plattformen auf, die um 1906 geschlossen wurden. Hinzu kam eine geringe Anzahl Beiwagen, die aber selten eingesetzt wurden.
Vor 1914 existierten folgende Linien, die sämtlich an der Place de la Grisoëlle in Maubeuge ihren Anfang nahmen:
- Maubeuge–Grattières–Hautmont (6,4 km)
- Maubeuge–Louvroil–Hautmont (6,3 km)
- Maubeuge–Ferrière-la-Grande
- Maubeuge–Bahnhof Douzies (3,8 km)
- Maubeuge–Bahnhof Maubeuge

Als Folge der Zerstörung der Brücke Pont des Moulins über die Sambre konnten im Verlauf des Ersten Weltkriegs nur noch drei Linien betrieben werden. Nach dem Kriegsende erreichte das Fahrgastaufkommen nicht mehr das Vorkriegsniveau, und die TERM geriet in eine finanzielle Schieflage. In den Jahren 1925 und 1930 wurde jeweils eine Linie stillgelegt. Zerstörungen durch Bomben zu Beginn des Zweiten Weltkriegs zogen weitere Einschränkungen nach sich.
Die Bombardierungen der Jahre 1940 und 1944 zerstörten die Innenstadt von Maubeuge völlig, die dortigen Strecken wurden nicht mehr hergerichtet. 1945 ergänzte eine Omnibusverbindung die Bahnen nach Ferrière-la-Grande, nach 1945 fuhren nur noch Züge zwischen der Porte Bavay und Hautmont über Sous-le-Bois. Der letzte Zug überhaupt verkehrte im Jahr 1951.

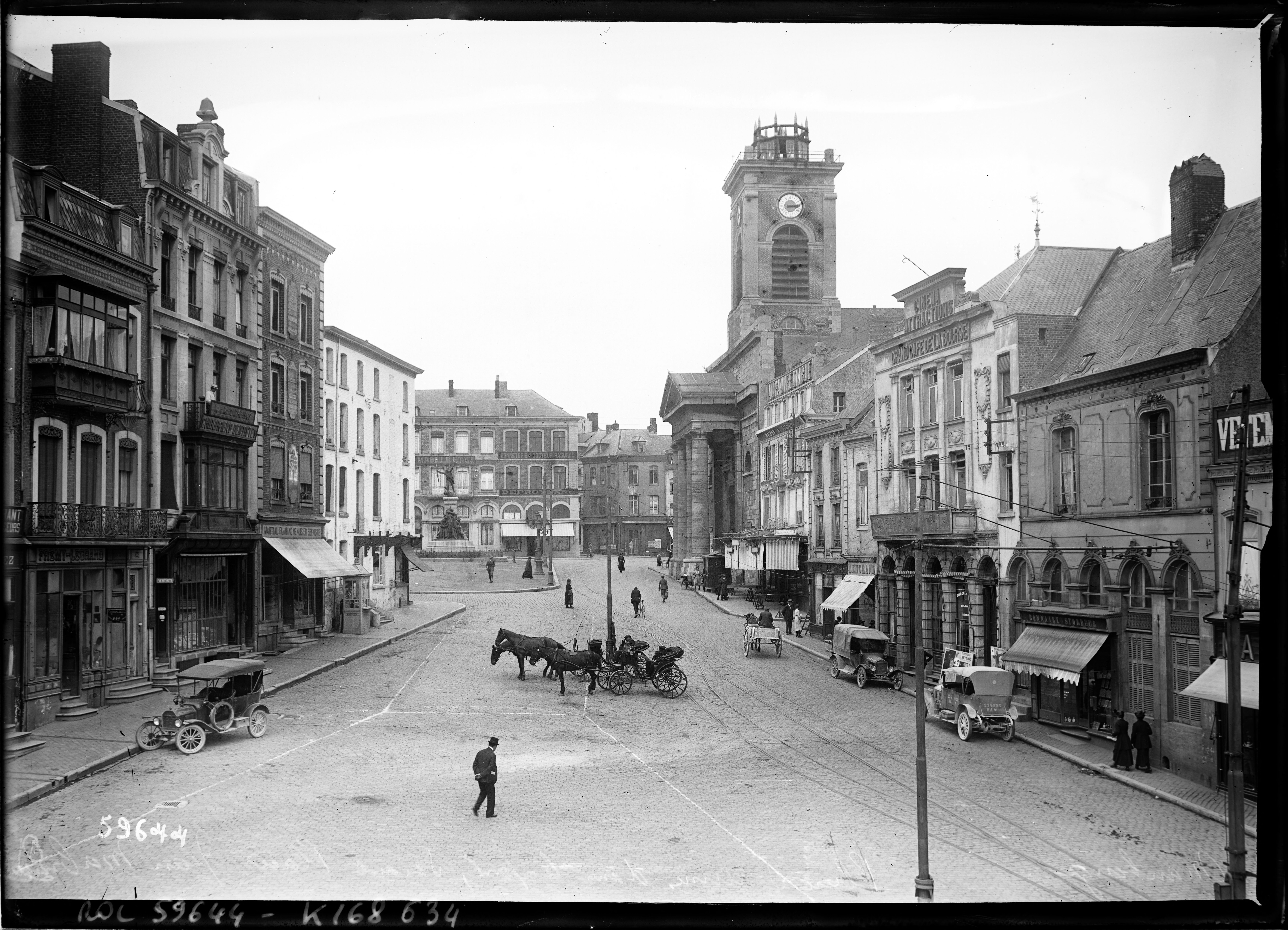
Ausweiche an der Place Mabuse in Maubeuge (1920)
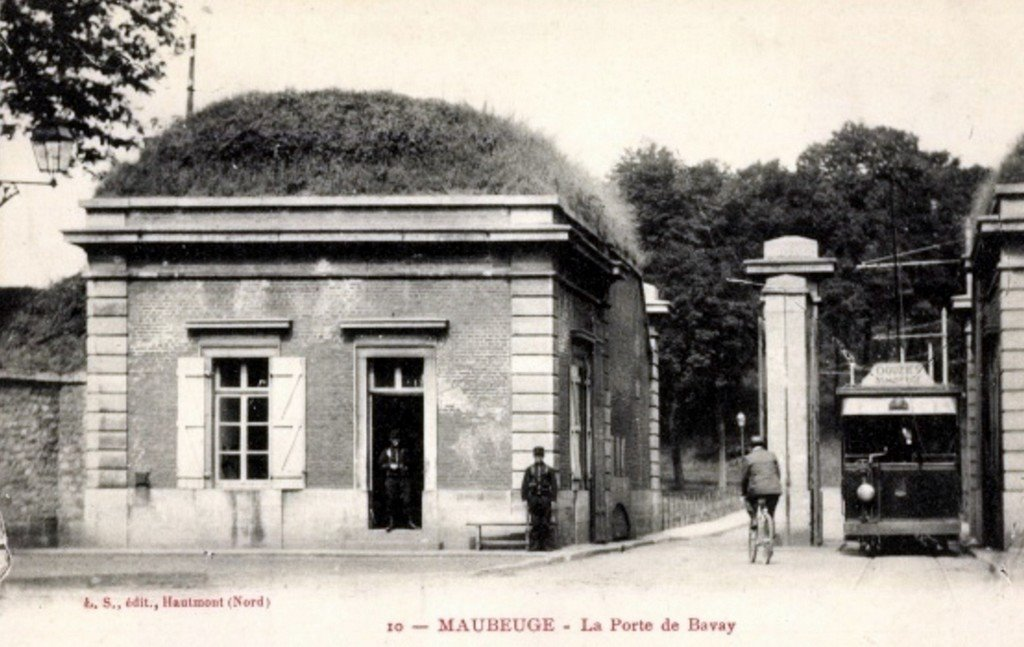
Triebwagen an der Porte de Bavay in Maubeuge
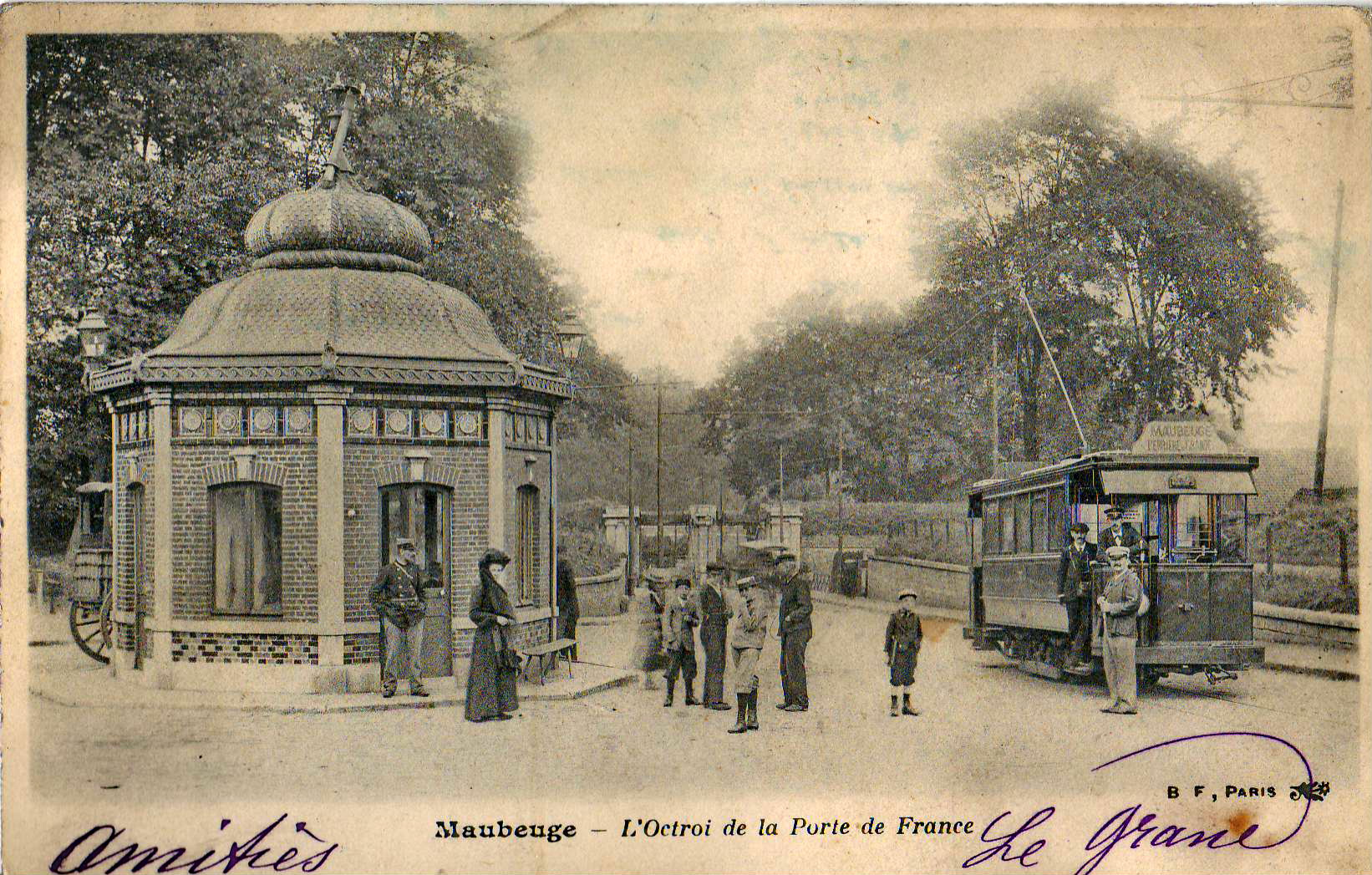
Triebwagen an der Porte de France in Maubeuge auf der Strecke nach Ferrière-la-Grande